# Liste des cathédrales de Suède
Cet article recense les cathédrales de Suède.

## Liste
De l'Église de Suède (luthérienne):
- Cathédrale Gustavi, à Göteborg
- Cathédrale de Härnösand, à Härnösand
- Cathédrale de Karlstad, à Karlstad
- Cathédrale de Linköping, à Linköping
- Cathédrale de Luleå, à Luleå
- Cathédrale de Lund, à Lund
- Cathédrale de Skara, à Skara
- Storkyrkan également appelée église Saint-Nicolas, à Stockholm
- Cathédrale de Strängnäs, à Strängnäs
- Cathédrale d'Uppsala, à Uppsala
- Cathédrale de Visby, à Visby
- Cathédrale de Västerås, à Västerås
- Cathédrale de Växjö, à Växjö
- Cathédrale de Kalmar, à Kalmar (Le diocèse de Kalmar est incorporé au diocèse de Växjö depuis 1915)
- Cathédrale de Mariestad, à Mariestad (1583-1647 - superintendenture, pas un diocèse proprement dit)

De l'Église catholique:
- Cathédrale Saint-Éric, à Stockholm

De l'Église syriaque orthodoxe:
- Cathédrale de Saint-Jacques-de-Nisibe, à Södertälje (près de Stockholm) - diocèse de Scandinavie

En Suède, il y a encore quelques cathédrales des églises orthodoxes et orientales. La liste n'est donc pas complète.